# Radulinus asprellus
Radulinus asprellus és una espècie de peix pertanyent a la família dels còtids.

## Descripció
- Fa 15 cm de llargària màxima.[4][5]

## Hàbitat
És un peix marí, demersal i de clima subtropical que viu entre 18 i 284 m de fondària.

## Distribució geogràfica
Es troba al Pacífic oriental: des de l'illa Amchitka (illes Aleutianes) fins al nord de la Baixa Califòrnia (Mèxic).

## Observacions
És inofensiu per als humans.